# 篠田光亮
篠田 光亮（しのだ みつよし、1981年10月1日 - ）は、日本の俳優である。神奈川県海老名市出身。サンミュージックプロダクション所属。

## 略歴
1999年、テレビドラマ『リップスティック』でデビュー。2003年発売のホラーゲーム『SIREN』の主人公・須田恭也（SDK）役を務める。同年より始まった舞台『ミュージカル・テニスの王子様』に出演。当時の所属事務所はZONE。
2006年より青木堅治・根本正勝・加藤良輔とともにJACKJACKとして活動する。2007年10月にJACKJACKは解散し、所属事務所おふぃすいっとくを退社。同年11月にサンミュージックプロダクションへの移籍を発表する。
趣味は作詞・作曲・サッカー・祭り太鼓、特技はギター・書道（二段）。

## 出演

### テレビドラマ
- リップスティック（1999年、フジテレビ）
- 青い鳥症候群（1999年、テレビ朝日）
- FLY 航空学園グラフィティ（2000年、NHK）
- 月曜ゴールデン 探偵 左文字進5（2002年、TBS）
- 東京庭付き一戸建て 第3話（2002年、日本テレビ）
- 聴覚室・恐怖編（2002年、フジテレビ）
- メッセージ〜言葉が裏切っていく〜（2003年、よみうりテレビ）
- クニミツの政（2003年、関西テレビ）
- 駄目ナリ!（2004年、よみうりテレビ）
- 奇跡のドラマスペシャル・ミラクルボイス（2008年1月、TBS）
- 仮面ライダーキバ 第5話 - 6話（2008年2月 - 3月、テレビ朝日） - 倉前昇 役
- 刺客請負人 シーズン2 第1話（2008年7月、テレビ東京） - 山科右京介 役
- Q.E.D. 証明終了 第10話（2009年3月、NHK） - 木ノ下正昭 役
- 裁判員制度スペシャルドラマ サマヨイザクラ（2009年5月、フジテレビ） - 東出 役
- 帝王（2009年7月 - 9月、毎日放送） - 黒田 役
- シバトラ〜さらば、童顔刑事スペシャル〜（2010年5月、フジテレビ）
- 土曜ワイド劇場 天才刑事・野呂盆六5（2010年6月、テレビ朝日）
- 新・警視庁捜査一課9係 season2 第9話（2010年8月、テレビ朝日）
- 嬢王3 〜Special Edition〜（2010年10月 - 12月、テレビ東京） - 園田 役
- CONTROL〜犯罪心理捜査〜 第1話（2011年1月、フジテレビ） - 楠田芳樹 役
- 怪盗ハンサム（2011年7月、東海テレビ）
- 造花の蜜 第3話（2011年12月、WOWOW）
- ナサケの女Special 〜国税局査察官〜（2012年2月、テレビ朝日）
- 土曜ワイド劇場 温泉若おかみの殺人推理24 - 26（2012年 - 2013年、テレビ朝日） - 亀田 役
- 高校入試（2012年10月 - 12月、フジテレビ） - 村井祐志 役
- 捜査地図の女 第3話（2012年11月、テレビ朝日） - 森克明 役
- 土曜ワイド劇場 西村京太郎トラベルミステリー59（2013年1月、テレビ朝日） - 安田章 役
- DOCTORS〜最強の名医〜 第2シリーズ（2013年8月、テレビ朝日） - 田代聡 役
- 相棒 season12最終話（2014年3月、テレビ朝日） - 御影悠二 役
- TEAM -警視庁特別犯罪捜査本部-（2014年4月 - 6月、テレビ朝日） - 風間輝樹 役
- 科捜研の女 第14シリーズ 最終話（2014年12月11日、テレビ朝日）- 日下部隆 役
- マザー・ゲーム〜彼女たちの階級〜（2015年4月 - 6月、TBS） - 神谷恭二 役
- 水曜ミステリー9 ハガネの警察医（2015年4月22日、テレビ東京） - 柏木光一 役
- 金曜プレミアム 名探偵 神津恭介2（2015年7月10日、フジテレビ） - 杵築修 役
- 金曜プレミアム 浅見光彦シリーズ52（2015年9月4日、フジテレビ） - 武井良之 役
- 別れたら好きな人（2015年9月 - 11月、東海テレビ） - 高野毅 役
- ヒガンバナ〜警視庁捜査七課〜 第7話（2016年2月24日、日本テレビ） - 浜岡征一 役
- 女囚セブン（2017年） ‐ 香山一志
- 月曜名作劇場
  - 税務調査官・窓際太郎の事件簿34（2018年） ‐ 寺本満
- 家政夫のミタゾノ第3シリーズ第5話（2019年5月17日、テレビ朝日） - 槙村 役

### その他のテレビ番組
- 戦国鍋TV 〜なんとなく歴史が学べる映像〜（2010年 - 2012年、テレビ神奈川ほか） - 徳川家斉 役ほか
- 戦闘未来少女19→20（2015年、TOKYO MX） - ナレーター

### 映画
- 絶対恐怖 Pray プレイ（2005年）
- トワイライトファイル（2005年）
- テニスの王子様（2006年） - 佐々部 役
- AKIBA（2006年） - トオル 役
- やさしい旋律（2008年） - 蒼井冬馬 役[9]
- 今日からヒットマン（2009年） - 野鼠 役
- カイジ 人生逆転ゲーム（2009年）
- 純情（2010年） - 宮田一臣 役[10]
- 正しく忘れる（2010年） - 連太郎 役[9]
- サムライ・ロック（2015年） - マネージャー 役
- THE ACTOR -ジ・アクター-（2016年） - ヤクザ 役

### オリジナルビデオ
- 喧嘩番長 フルスロットル（2009年） - 山本ヒロシ 役

### 配信ドラマ
- 恋する血液型（2008年）
- ハッピーエンドをもっとかんたんに（2013年）
- AKBホラーナイト アドレナリンの夜 第2話「スープ」（2015年10月8日、ビデオパス・テレ朝動画）

### 舞台
- Getten
- Soldier of Fortune[6]
- ミュージカル・テニスの王子様 - 柳沢慎也 役[6]
  - More than Limit 聖ルドルフ学院（2004年）
  - in winter 2004-2005 side 山吹 feat. 聖ルドルフ学院（2004年 - 2005年）
  - Dream Live 4th（2007年）
- 理由なき反抗（2005年） - クランチ 役[11]
- アンジェラ Princess of Pirates（2005年）
- bambino（2006年） - 健 役[12]
  - bambino+（2006年）
  - bambino 2（2007年）
  - bambino+ in YOKOHAMA（2007年）
  - bambino 0（2008年）
  - bambino 3&+（2009年）
- クラブゴールドジパング（2006年）
- 森は生きている（2006年） - 4月の精 役
- メモリーズ（2007年）
- 朗読劇 苦情の手紙（2007年）
- すけだち（2007年）
- 少年陰陽師 ＜歌絵巻＞ ―この少年、晴明の後継につき―（2007年） - 神楽如風 役
- 幕末義侠伝〜CHUJI〜（2008年）
- オサエロ（2008年）
- THE☆どツボッ!!（2008年）
- ルドンの黙示（2008年） - ケアルガ 役[13]
- 女信長（2009年） - ルイス・フロイス 役
- タイツ万博（2009年）
- 白虎隊ザ・アイドル（2010年） - 黒部 役
- リバースヒストリカ（2010年）
- ゲゲゲの女房（2011年）[14]
- 時代劇版 101回目のプロポーズ（2012年）
- ええから加減（2013年） - 大神アキラ 役
- おもろい女（2015年） - 江藤和夫 役 [15]

- 五等分の花嫁 （2025 年）- 上杉勇也 役

### ゲーム
- SIREN（2003年、SCE） - 須田恭也（SDK） 役
  - SIREN2（2006年）

### CM
- スクウェア・エニックス「ファイナルファンタジーXII」（1999年）
- ヤンロン茶（1999年）
- P&G「クレアラシル」（1999年）
- サンヨー食品「カップスター」（2001年）
- アコム「店頭笑顔の挨拶篇」（2002年）
- 日清食品「韓国風辛口カップヌードル」（2002年）
- 日本マクドナルド（2002年）
- NTT DoCoMo北海道（2003年）
- 白元「ゴキパオ」（2004年）
- イオン「冬ギフト」（2009年）
- サントリー「ジョッキ生」（2010年）
- 出光興産「ZAXIA」（2011年）
- google「ねすごした篇」（2014年）

### ミュージック・ビデオ
- DREAMS COME TRUE「SNOW DANCE」（1999年）
- Honey L Days「Believe」（2010年）

## 書籍
- 篠田光亮写真集『20081115』（2009年、トーキョーマイメイツパワー）